# Redhakhol
Redhakhol es una ciudad y comité de área notificada situada en el distrito de Sambalpur en el estado de Odisha (India). Su población es de 15379 habitantes (2011). Se encuentra a 199 km de Bhubaneswar y a 67 km de Sambalpur.

## Demografía
Según el censo de 2011 la población de Redhakhol era de 15379 habitantes, de los cuales 7938 eran hombres y 7441 eran mujeres. Redhakhol tiene una tasa media de alfabetización del 82,38%, superior a la media estatal del 72,87%: la alfabetización masculina es del 90,17%, y la alfabetización femenina del 74,08%.